# Apocrisiário
Um apocrisiário (do grego ἀποκρισιάριος ) era um alto cargo diplomático durante a Alta Idade Média. O seu equivalente moderno é o posto de embaixador ou núncio apostólico. O termo correspondente em latim é responsalis ("o que responde").  O termo ainda é usado pela Igreja Anglicana.

## História
O apocrisiário era um clérigo que actuava como representante de um Patriarca ante o imperador de Bizâncio, embora o título se utilizasse também para fazer referência ao representante de um arcebispo metropolitano na corte do seu correspondente Patriarca, em Constantinopla, Alexandria, Antioquia ou Jerusalém.
Os apocrisiários mais célebres foram os enviados entre 452 e 743 pelos Papas, como Patriarcas de Roma, a Constantinopla, a capital do Império Bizantino, o Império Romano do Oriente. Este posto foi desempenhado por clérigos notáveis, como os futuros papas Gregório I, Sabiniano, Bonifácio III e Martinho I. Também havia um apocrisiário do Papa na corte do exarca de Ravena. Em contrapartida, pelo menos durante o papado de Gregório I, o arcebispo de Ravena teve um "responsalis" especial na corte papal.
Desde os tempos de Carlos Magno que na corte dos reis francos houve apocrisiários, mas eram apelas arquicapelães reais, embora ostentassem o título dos antigos enviados papais.
A lista de apocrisiários papais em Constantinopla (452-743) contém, entre outros:
- 579-585/6 : Gregório — (futuro Papa Gregório Magno)
- 593-595/7 : Sabiniano — (futuro Papa Sabiniano)
- 603-606/7 : Bonifácio — (futuro Papa Bonifácio III)
- ? ? ? - 649 : Martinho — (futuro Papa Martinho I)